# Bulbophyllum lingulatum
Bulbophyllum lingulatum är en orkidéart som beskrevs av Alfred Barton Rendle. Bulbophyllum lingulatum ingår i släktet Bulbophyllum och familjen orkidéer.
Artens utbredningsområde är Nya Kaledonien.

## Underarter
Arten delas in i följande underarter:
- B. l. lingulatum
- B. l. microphyton